# 薩摩半島西方沖地震
座標: 北緯30度56.5分 東経128度35.4分 / 北緯30.9417度 東経128.5900度
薩摩半島西方沖地震（さつまはんとうせいほうおきじしん）は、2015年（平成27年）11月14日5時51分に、薩摩半島西方沖の深さ17kmで発生した、M7.1（Mw6.7）の地震。発震機構は北西-南東方向に張力軸を持つ横ずれ断層型であった。気象庁は鹿児島県などの沿岸に津波注意報を出した。

## 緊急地震速報
この地震に対し、地震検知から54.6秒後の05時52分51.8秒に緊急地震速報（警報）が鹿児島県の薩摩地方と甑島と大隅地方と屋久島と種子島と十島村と奄美北部、宮崎県の南部、佐賀県の全域、熊本県の阿蘇地方と熊本地方と天草・芦北地方、福岡県の筑後地方、長崎県の北部と南西部と島原半島と五島に発表された。

## 観測された揺れ

### 震度
佐賀県と鹿児島県で震度4を観測したほか、近畿地方から九州地方にかけて震度3〜1を観測した。
| 震度 | 都道府県 | 市町村                                                   |
| ---- | -------- | -------------------------------------------------------- |
| 4    | 佐賀県   | 白石町有明                                               |
| 4    | 鹿児島県 | 鹿児島市・いちき串木野市湊町・南さつま市大浦町・屋久島町 |

### 長周期地震動
鹿児島県薩摩で長周期地震動階級2を観測し、佐賀県南部と熊本県球磨で階級1を観測した。

## 津波
この地震により気象庁は、種子島・屋久島地方、奄美群島・トカラ列島、鹿児島県西部に津波注意報を発表したが、7時20分に解除された。鹿児島県トカラ列島の中之島で高さ30cmの津波を観測した。
量的津波予報では、防災上の観点から、予想される津波の高さが最大となる逆断層を想定して津波予測値を求めており、今回はその予測に基づいて津波注意報を発表した。しかし、実際の地震は横ずれ断層であったため、津波の高さは量的津波予報の予測値より小さかった。その一方で、中之島で推測を上回る30cmの津波を観測した。他の地点では津波を観測していないこと、中之島については通常時の潮位変動が大きいこと、津波の前後で潮位変化の周期が変わっていないことから、中之島では湾の固有周期と津波の周期が一致して副振動が発生し、この高さの津波を観測した可能性がある。